# Markéta Záleská
Markéta Záleská (* 18. prosince 1966 Olomouc) je česká politička, ředitelka spolku Muzeum Olomoucké pevnosti a překladatelka. V letech 2012 až 2016 byla zastupitelkou Olomouckého kraje za ODS a v letech 2018 - 2022 byla náměstkyní primátora statutárního města Olomouc. Pracovala jako manažerka kulturně-vzdělávacího centra ART RUBIKON v Olomouci. Věnuje se i dalším projektům v oblasti kultury, cestovního ruchu a vzdělávání.

## Studium
Po vystudování Slovanského gymnázia v Olomouci (1981–1985) nastoupila na Filozofickou fakultu Univerzity Palackého, kde v roce 1991 získala titul magistr v pedagogických oborech čeština – francouzština. V rámci studií absolvovala stáže ve francouzském Grenoblu (1988) a italské Perugii (1989).

## Profesní působení
Hovoří francouzsky a anglicky a částečně italsky, španělsky a rusky. Pracovala jako asistentka na katedře romanistiky Filozofické fakulty Univerzity Palackého a v letech 1991–1993 působila jako lektorka francouzského a italského jazyka na jazykové škole. Kromě toho se živila jako průvodkyně. Poté nastoupila na dráhu novinářky; pracovala postupně v Metropolitanu, Telegrafu, Českém deníku a Českém Týdeníku. Provozovala také studentskou kavárnu, kde uspořádala řadu výstav a koncertů, a v roce 1995 se podílela na založení olomouckého městského informačního střediska, jež také dva roky vedla. V té době také s manželem začala překládat knihy a filmy pro dabing; za překladatelskou činnost v roce 2005 získala nominaci na cenu Magnesia Litera za překladovou literaturu a v roce 2010 nominaci na překladatelskou Cenu Josefa Jungmanna.
Vyučovala též cestovní ruch na Vysoké škole logistiky v Přerově a byla odborným garantem projektu „Zvyšování standardů kvality v oblasti cestovního ruchu na Střední Moravě“. V roce 2007 spoluzaložila občanské sdružení Muzeum Olomoucké pevnosti a začala se svými kolegy rekonstruovat Korunní pevnůstku, ojedinělý areál z doby Marie Terezie. Do roku 2018 byla ředitelka tohoto spolku. V roce 2024 byla do této funkce zvolena znovu. Stále se příležitostně věnuje překladům. V letech 2011 - 2018 v Olomouci pořádala farmářské trhy. Podílela se také na řadě publikací z oblasti turismu v rámci celé České republiky.

## Politické působení
Do ODS vstoupila v roce 2005. V současnosti je členkou Místní rady MS ODS Olomouc-město. Byla členkou Regionální rady ODS Olomouckého kraje.
Od roku 1996 pracovala jako asistentka v poslanecké kanceláři Ivana Langera a v letech 2002–2006 byla předsedkyní kulturní komise Rady města Olomouce. Třetí volební období působí v komisi městské části Olomouc-střed. V březnu 2012 byla nominována na první místo kandidátky ODS pro krajské volby v Olomouckém kraji a v říjnu 2012 zvolena jeho zastupitelkou a stala se také předsedkyní krajského zastupitelského klubu ODS. Dvě volební období působila jako členka Výboru pro rozvoj cestovního ruchu Zastupitelstva Olomouckého kraje. V obecních volbách roku 2018 byla zvolena zastupitelkou statutárního města Olomouce a dne 5. listopadu 2018 se stala náměstkyní primátora. V komunálních volbách v roce 2022 obhájila jako lídryně kandidátky SPOLU mandát zastupitele obce a stala se předsedkyní zastupitelského klubu.

## Publikační činnost
Je spoluautorkou jazykové příručky Jedeme do Itálie, od roku 1998 přeložila se svým manželem Davidem Záleským na 30 odborných knih a beletrie a přes 170 překladů pro filmový dabing.

## Profesní a jiná ocenění
- 2005: nominace na cenu Magnesia Litera (kategorie překladová literatura)[5]
- 2010: nominace na překladatelskou Cenu Josefa Jungmanna
- 2010 a 2012: titul v anketě Žena regionu za Olomoucký kraj[6][7]
- 2016: udělení pamětní medaile Univerzity Palackého za mimořádnou reprezentaci UP v České republice a zahraničí